# Instytut Języka Rosyjskiego
Instytut Języka Rosyjskiego (ros. Институт русского языка имени В. В. Виноградова РАН) – gremium zajmujące się regulacją języka rosyjskiego. Zlokalizowane jest w Moskwie i stanowi część Rosyjskiej Akademii Nauk.